# Andre Rison
Andre Previn Rison, detto Bad Moon (Flint, 18 marzo 1967), è un ex giocatore di football americano statunitense che ha giocato nel ruolo di wide receiver nella National Football League (NFL) e nella Canadian Football League (NFL). Fu scelto nel corso del primo giro (22º assoluto) del Draft NFL 1989 dagli Indianapolis Colts. Al college giocò a football all'Università statale del Michigan.
Rison vinse un anello del Super Bowl coi Green Bay Packers nel 1996, segnando i primi punti della partita con un touchdown da 54 yard. Vinse inoltre una Grey Cup coi Toronto Argonauts nel 2004. È uno dei pochi giocatori ad aver vinto un campionato sia negli Stati Uniti che in Canada. Detiene il record NFL per aver segnato un touchdown con 7 differenti squadre.

## Carriera professionistica
Rison fu scelto nel primo giro del Draft 1989 dagli Indianapolis Colts. Nella sua stagione da rookie ricevette 52 passaggi per 820 yard e quattro touchdown ma malgrado la promettente annata fu scambiato con gli Atlanta Falcons nell'ambito che portò ai Colts la prima scelta assoluta del Draft NFL 1990, con cui scelsero Jeff George. La stagione successiva fu la prima di cinque ottime annate con gli Atlanta Falcons. In quegli anni, Rison si piazzò tra i migliori giocatori della NFL in diverse categorie di ricezioni, guidò la lega con 15 touchdown ricevuti nel 1993 e in ricezioni nel 1993 e 1994. Rison fu solamente il quinto giocatore della storia della NFL a segnare 60 touchdown su ricezione nelle sue prime sei stagioni da professionista.
Dopo la stagione 1994, Rison firmò un lucrativo contratto come free agent con Cleveland, dove avrebbe dovuto diventare il principale ricevitore della squadra che aveva raggiunto i playoff l'anno precedente. Rison, che era stato convocato per il Pro Bowl in quattro delle ultime cinque stagioni fece registrare i minimi in carriera per ricezioni (47), yard  (701), touchdown (3) ricezioni a partita (2,9) e yard a partita (43,8). Rison ebbe un cattivo rapporto coi tifosi di Cleveland, infuriati per l'annuncio del trasferimento della squadra a Baltimora. Dopo una sconfitta casalinga coi Packers, Rison, che era stato fischiato per tutta la gara, perse la pazienza affermando: "Non abbiamo fatto il fottuto trasferimento. Perciò, a tutti quelli che hanno fischiato, fottetevi. Sarò felice quando saremo a Baltimora, se capiterà. Non abbiamo alcun fattore campo. Non ho mai fischiato nessuno in casa. Baltimora è casa nostra. Baltimora, stiamo arrivando". Rison, tuttavia, non si spostò con la squadra a Baltimora, dal momento che a fine stagione si unì ai Jacksonville Jaguars.
Rison trascorse poco tempo coi Jaguars e passò ai Packers nel 1996, con cui vinse il Super Bowl XXXI battendo i New England Patriots. Prima dell'inizio della stagione 1997 passò ai Kansas City Chiefs con cui tornò ad essere convocato per il Pro Bowl dopo una solida annata. Nella seconda ebbe meno successo. Nella sua ultima stagione della NFL, con gli Oakland Raiders nel 2000, Rison ricevette 41 passaggi per 606 yard e 6 touchdown.
La sua carriera nella lega terminò con 743 ricezioni per 10 205 yard e 84 touchdown.
Rison fece ritorno in campo coi Toronto Argonauts della Canadian Football League nell'agosto 2004, vincendo la 92ª Grey Cup quell'anno. Fu svincolato nell'agosto 2005.

## Palmarès

### Franchigia
- Super Bowl : 1

Green Bay Packers: XXXI
- National Football Conference Championship: 1

Green Bay Packers: 1996
- Grey Cup: 1

Toronto Argonauts: 2004

### Individuale
- MVP del Pro Bowl: 1

1993
- Convocazioni al Pro Bowl: 5

1990, 1991, 1992, 1993, 1997
- First-team All-Pro: 2

1990, 1991
- Second-team All-Pro: 3

1992, 1993, 1997
- Leader della NFL in touchdown su ricezione: 1

1993
- PFWA All-Rookie Team - 1989
- Club delle 10.000 yard ricevute in carriera

## Statistiche
| Ricezioni              | 743    |
| Yard su ricezione      | 10 205 |
| Touchdown su ricezione | 84     |